# Molophilus (Austromolophilus) phyllis
Molophilus (Austromolophilus) phyllis is een tweevleugelige uit de familie steltmuggen (Limoniidae). De soort komt voor in het Australaziatisch gebied.